# Спортски центар Борис Трајковски
Спортски центар Борис Трајковски је највећа вишенаменска спортска дворана у Скопљу, Македонија. Налази се у општини Карпош. Име је добила по трагично преминулом председнику Македоније Борису Трајковском. 
Свечано отварање је одржано 22. маја 2008. године, на коме су учествовали амерички кошаркашки егзибиционисти Харлем Глобтротерси. Капацитет дворане је 6.000 седећих места, са могућношћу повећања за 2.000 помоћних места. Дворана је била домаћин Европском првенству у рукомету за жене 2008.
Домаћин је свих репрезентација Македоније у дворанским спортовима.

У новембру 2022. године у дворани су се играле утакмице групе Ц и групе 2 (друга фаза) Европског прценства у рукомету за жене 2022 године.
У августу наредне, 2023. године дворана је била домаћин групе Ц Европског прценства у одбојци 2023 године.

## Техничке карактеристике
Вишенаменска хала „Борис Трајковски” је и најкомплекснији спортски објекат икада изграђен у Македонији. У њему се налазе две сале, већа која је главна са максималним капацитетом од 7.000 (за кошаркашке утакмице) и 10.000 за концерте и друге културне манифестације, као и мања са капацитетом од 500 места која се може користи се за тренинг и за мања такмичења. 
Комплекс има опрему и реквизите за све спортове који се у њему играју, а прилагођен је за одржавање музичких, културних и других манифестација. Мултифункционалност објекта је употпуњена изградњом сауне, фитнес сале, куглане, амбуланте и др. У склопу хале налазе се и пословни простори у којима је смештена фирма која газдује халом, а предвиђена су и два ресторана и кафића, као и простори за продавнице.

## Историја
Хала је почела да се гради почетком 2004. године, а инвеститор је био Град Скопље. Најављен је као један од капиталних пројеката бившег градоначелника Риста Пенова. Првобитни рок који су градске власти поставиле за завршетак изградње био је годину дана, али је више пута пробијан због проблема који су се појавили током изградње. На самом почетку, док су се копали темељи, дошло је до избијања подземних вода и поплављено је цело градилиште. То је донело додатне трошкове од око милион евра. У више наврата градска каса је остајала без довољних средстава, због чега је више пута свечано обележен наставак грађевинских радова након поновног откривања материјалних ресурса. По доласку Трифуна Костовског на место градоначелника Града Скопља, град је започео преговоре са Владом о предаји зграде у њихову надлежност. Преговори су вођени са претходном владом и завршени су неуспешно, након чега су у фебруару 2007. године град и Влада потписали уговор о примопредаји. Формирано је заједничко предузеће „Борис Трајковски” које управља зградом, а сваки од инвеститора је у њој добио одговарајући број акција, према новцу који је уложио или ће морати да уложи у изградњу.
Поред тога, урађене су измене и на вентилационом систему, који је сада способан да обезбеди несметану вентилацију за 10.000 посетилаца.
У фебруару 2016. сала је добила назив ВИП Арена због закључења двогодишњег уговора са компанијом Оне.ВИП. Спортски центар данас носи име А1 Арена због склапања уговора са компанијом А1 Македонија.